# 嶋中行雄
嶋中 行雄（しまなか ゆきお、1946年3月27日 - ）は、日本の実業家。東京都出身。株式会社中央公論社（現・株式会社中央公論新社）元代表取締役社長。嶋中鵬二の長男。

## 人物・経歴
東京都出身。上智大学外国語学部卒業。1976年、株式会社中央公論社（現・株式会社中央公論新社）に入社。その後、同社において海外室室長、取締役、副社長を歴任。1985年、嶋中書店創業。1994年、45年間に渡り社長を務めた父親の嶋中鵬二の後任として、代表取締役社長に就任。